# Moi et Catherine
Pour plus de détails, voir Fiche technique et Distribution.
Moi et Catherine (Io e Caterina) est un film italien réalisé par Alberto Sordi, sorti en 1980.

## Synopsis
Les relations entre un homme et un robot-domestique appelé Catherine.

## Fiche technique
- Titre : Moi et Catherine
- Titre original : Io e Caterina
- Réalisation : Alberto Sordi
- Scénario : Rodolfo Sonego et Alberto Sordi
- Musique : Piero Piccioni
- Photographie : Sergio D'Offizi
- Montage : Tatiana Casini Morigi
- Production : Alberto Sordi
- Société de production : Italian International Film, Rai et Carthago Films S.a.r.l.
- Pays :  Italie et  France
- Genre : Comédie et science-fiction
- Durée : 117 minutes
- Dates de sortie : 
  - Italie : 19 décembre 1980
  - France : 28 avril 1982

## Distribution
- Alberto Sordi : Enrico Menotti
- Edwige Fenech : Elisabetta
- Catherine Spaak : Claudia Parise
- Valeria Valeri : Marisa Menotti
- Rossano Brazzi : Arthur
- Elisa Mainardi : Teresa
- Victoria Zinny : Susan
- Susan Scheerer : Pamela
- Daniela Caroli : la voix de Catherine

## Distinctions
Le film a reçu le Globe d'or du meilleur acteur pour Alberto Sordi.